# Gustav Rabeler
Gustav Rabeler (* 28. März 1900 in Ellingen (Soltau) als Gustav Meyer; † 21. Oktober 1957 in Reinstorf (Landkreis Lüneburg)) war ein deutscher Politiker (SRP) und Mitglied des Niedersächsischen Landtages.
Nach dem Ende des Schulbesuches arbeitete Gustav Rabeler in landwirtschaftlichen Betrieben und besuchte Fachschulen zur Ausbildung als Landwirt. Im Ersten Weltkrieg war er Soldat, sechs Jahre nach Kriegsende übernahm er 1924 den Hof seiner Frau in Reinstorf zur eigenständigen Bewirtschaftung. Rabeler trat zum 1. Mai 1937 der NSDAP bei (Mitgliedsnummer 5.113.026). Im Zweiten Weltkrieg diente er ebenfalls als Soldat.
Vom 6. Mai 1951 bis 23. Oktober 1952 war er Mitglied des Niedersächsischen Landtages (2. Wahlperiode).
Im Zeitraum 15. Juli 1952 bis 23. Oktober 1952 trat er als Mitglied der Fraktion der Abgg. Dr. Schrieber und Gen. auf. Nach dem Verbot der SRP durch ein Urteil des Bundesverfassungsgerichts vom 23. Oktober 1952 erlosch sein Mandat wie das aller anderen SRP-Fraktionsmitglieder (BVerfGE 2, 1).